# Дробот Володимир Васильович
Володимир Васильович Дробот (нар. 8 лютого 1972) — український футболіст, півзахисник.

## Життєпис
Футбольну кар'єру розпочав 1991 року в «Десні» з Другої нижчої ліги СРСР. У 1992 році команда отримала право стартувати в першому розіграші Першій лізі України. В змаганнях незалежної України дебютував 16 лютого 1992 року в програному (0:1) виїзному поєдинку 1/32 фіналу кубку України проти полтавської «Ворскли». Володимир вийшов на поле в стартовому складі та відіграв увесь матч. У Першій лізі України дебютував 14 березня 1992 року в програному (0:3) виїзному поєдинку 1-го туру підгрупи 1 проти севастопольської «Чайки». Дробот вийшов на поле на 46-й хвилині, замінивши Володимира Авраменка. Першим голом в другому за силою чемпіонаті України відзначився 5 липня 1992 року на 58-й хвилині програного (1:3) домашнього поєдинку 30-го туру підгрупи 1 проти алчевської «Сталі». Володимир вийшов на поле в стартовому складі та відіграв увесь матч. Виступав у команді до завершення сезону 1998/99 років, за цей час у чемпіонатах України зіграв 222 матчі (12 голів), ще 15 матчів (2 голи) провів у кубку України. У сезоні 1994/95 років провів 4 матчі в аматорському чемпіонаті України за чернігівський «Текстильник».
Влітку 1999 року перебрався до «Черкас». У футболці «городян» дебютував 31 липня 1999 року в переможному (3:2) виїзному поєдинку 2-го туру Першої ліги України проти ужгородського «Закарпаття». Володимир вийшов на поле в стартовому складі, на 8-й хвилині отримав жовту картку, а на 57-й хвилині його замінив В'ячеслав Остроушко. У першій половині сезону 1999/2000 року провів 5 поєдинків у Першій лізі України.
Під час зимової перерви сезону 1999/2000 років став гравцем «Поліграфтехніки». У футболці олександрійців дебютував 11 березня 2000 року в програному (0:1) домашньому поєдинку 1/16 фіналу кубку України проти криворізького «Кривбасу». Вододимир вийшов на поле в стартовому складі та відіграв увесь матч. У Першій лізі України дебютував 15 березня 2000 року в нічийному (0:0) домашньому поєдинку 18-го туру проти сумського «Явора-Сум». Дробот вийшов на поле в стартовому складі та відіграв увесь матч. У другій половині сезону 1999/2000 років провів 8 матчів у Першій лізі України та 1 поєдинок у кубку України. По завершенні вище вказаного сезону закінчив кар'єру гравця.